# Неверовский, Александр (писатель)
Александр Неверовский (Aleksander Półkozic, * 1824; † 13 ноября 1892, Варшава) — польский писатель и журналист XIX века эпохи Царства Польского в составе Российской империи.

## Биография
Неверовский также публиковался под псевдонимом Александр Пулкозиц (Aleksander Półkozic).
Известен в первую очередь как колумнист в таких периодических изданиях как «Ежедневная Газета» (Gazeta Codzienna), «Пчела» (Pszczoła) и в издании «Антракт» (Antrakt), посвященному театральной жизни. Среди других работ были «Воспоминания о Цыганерии Варшавской» (Wspomnienie o Cyganerii Warszawskiej (1864)) и романы «Галерея панн на выданье» (Galeria panien na wydaniu (1855)), «Жизнь в шутку» (Życie na żart (1856)) и «Галерея конкурентов и конкуренток» (Galeria konkurentów i konkurentek (1857)). Широкую популярность имела также его автобиография.